# Ярцев, Максим Михайлович
Максим Михайлович Ярцев (1914 год, село Подсереднее, Белгородская губерния, Российская империя — 5 марта 1997 года, село Подсереднее, Алексеевский район, Белгородская область, Россия) — колхозник, бригадир тракторной бригады Алексеевской МТС, Герой Социалистического Труда (1948).

## Биография
Родился в 1914 году в крестьянской семье в селе Подсереднее Белгородской губернии (сегодня — Алексеевский район Белгородской области). Закончив 4 класса начальной школы в шестнадцатилетнем возрасте поступил в 1930 году в местный колхоз. С 1937 года работал заправщиком на станции механизаторов в Подсереднем. В 1938 году окончил курсы трактористов и стал работать в Подсереденской МТС. В июле 1941 года был призван в Красную Армию. Участвовал в сражениях Великой Отечественной войны. Получив тяжёлое ранение в 1942 году, проходил излечение в госпиталях. После демобилизации возвратился в 1942 году в родное село, где стал работать механизатором на Подсереденской МТС. В 1944 году был назначен помощником бригадира тракторной бригады в колхозе имени Чапаева в селе Иловка. С 1945 году был назначен бригадиром тракторной бригады Алексеевской МТС.
В 1947 году тракторная бригады под руководством Максима Ярцева собрало по 24,8 центнеров пшеницы с каждого гектара. За этот доблестный труд в сельском хозяйстве был удостоен в 1948 году звания Героя Социалистического Труда.
До 1952 года работал в колхозах имени Тельмана в селе Глуховка и имени Куйбышева в селе Подсереднее. С 1952 года до выхода на пенсию работал механизатором в колхозе «Путь к социализму» Алексеевского района.
В 1962 году вышел на пенсию. Проживал в родном селе Подсереднее. Скончался 5 марта 1997 года и был похоронен на сельском кладбище.

## Награды
- Герой Социалистического Труда — указ Президиума Верховного Совета от 7 мая 1948 года;
- Орден Ленина (1948);